# Infames
Infames est une telenovela mexicaine contenant 130 émissions diffusée en 2012 par Cadenatres. C'est un spin-off de El octavo mandamiento.

## Distribution

### Acteurs principaux
| Acteur               | Personnage                           |
| -------------------- | ------------------------------------ |
| Vanessa Guzmán       | Ana Leguina                          |
| Luis Roberto Guzmán  | Porfirio Cisneros                    |
| Miguel Ángel Muñoz   | José María Barajas / Joaquín Navarro |
| Ximena Herrera       | Dolores Medina / Sara Escalante      |
| Lisette Morelos      | Sol Fuentes                          |
| Eréndira Ibarra      | Casilda Barreiro                     |
| Carlos Torrestorija  | Juan José Benavides                  |
| Juan Ríos            | Ignacio Cabello                      |
| Andrés Montiel       | Emilio Ferreira                      |
| Bianca Calderón      | Claudia de Benavides                 |
| Ruy Senderos         | Ricardo Benavides                    |
| Nicolás Krinis       | Javier Peregrino                     |
| Aldo Gallardo        | Felipe Sánchez Trejo                 |
| Aurora Gil           | Amanda Ortiz                         |
| Juan Martín Jauregui | Daniel Herrera                       |
| Heriberto Méndez     | Luis                                 |
| Claudia Ramírez      | María Eugenia Tequida                |
| Joaquín Garrido      | Leopoldo                             |
| Alexander Holtmann   | Mayor Richard Davis                  |

### Acteurs secondaires
| Acteur             | Personnage       |
| ------------------ | ---------------- |
| Alejandro Usigli   |                  |
| Aline Marrero      |                  |
| Antonio Arias      |                  |
| Bárbara Singer     | Sofía Navarro    |
| Itahisa Machado    |                  |
| Joanydka Mariel    |                  |
| J.C Montes-Roldan  | Olivier Reynaud  |
| Lourdes Reyes      | Yalda Adam       |
| Luis Palmer        | Domingo          |
| Maritza Aldaba     |                  |
| Saturnino Martínez |                  |
| Thanya López       | Sara Escalante   |
| Adriana Lumina     | Valeria Preciado |

## Diffusion internationale
| Pays            | Chaîne                     | Titre   | Série première  |
| --------------- | -------------------------- | ------- | --------------- |
| Mexique         | Cadenatres                 | Infames | 13 février 2012 |
| Amérique latine | MundoFox (Amérique latine) | Imfames | Décembre 2013   |

### Sources
- (es) Cet article est partiellement ou en totalité issu de l’article de Wikipédia en espagnol intitulé « Infames » (voir la liste des auteurs).